# ميكي أونيل
ميكي أونيل (بالإنجليزية: Mickey O'Neil)‏ هو لاعب كرة قاعدة أمريكي، ولد في 12 أبريل 1900 في سانت لويس في الولايات المتحدة، وتوفي بنفس المكان في 8 أبريل 1964.

## وصلات خارجية
- ميكي أونيل على موقعبيزبول رفرنس.كوم (الدوري الرئيسي) (الإنجليزية)
- ميكي أونيل على موقعبيزبول رفرنس.كوم (الدوري الثانوي) (الإنجليزية)